# ASM International (Verband)
ASM International ist ein US-amerikanischer Berufsverband, der sich aus Technikern und Ingenieuren aus dem Bereich der Materialwissenschaft zusammensetzt. Der Verband sieht seinen Zweck in der Förderung der Materialwissenschaft und Werkstofftechnik in den Bereichen Industrie, Bildung, Politik und Gesellschaft.
Die Vereinigung wurde 1913 als Steel Treaters Club in Detroit gegründet und hatte zu Beginn weniger als 20 Mitglieder. Die Bezeichnung des Verbands wechselte in der Folgezeit häufiger und nahm 1933 den Namen American Society for Metals (ASM) an. Dieser Name wurde 1986 offiziell zu ASM International verkürzt. Nach der Gründung wuchs die Mitgliederanzahl schnell auf 1250 im Jahr 1918 und bald darauf 3200 im Jahr 1921. 1988 lag die Mitgliederzahl bei 53.000 in 280 Ortsverbänden in 17 Ländern.